# Chris Montana
Chris Montana (* 28. April 1974 als Christian Iberle in Ulm, Baden-Württemberg, Deutschland) ist ein deutscher House-DJ und Produzent und seit den frühen 90er Jahren in zahlreichen Clubs tätig.

## Karriere
Der ausgebildete Gymnasial-Lehrer (Sport, Geographie) und Journalist begann als 15-Jähriger im Hobbyraum seiner Eltern sich das Auflegen bzw. Mixing beizubringen. Seine erste feste Residency bekam er damals im "Myer's" in Ulm. Montana erarbeitete sich durch sein musikalisches Gespür und seine Fähigkeiten großes Ansehen in der Ulmer Region. Nach Abschluss seines Lehramtsstudiums entschied er sich, seine Karriere als DJ zu vertiefen.
In den Jahren 2001 und 2002 spielte er eine Saison für El Divino, ein sehr bekannter Club auf der Mittelmeerinsel Ibiza. Dort trat er mit internationalen DJs wie Roger Sanchez, Erick Morillo oder Todd Terry und DJ Skinhead auf. Im gleichen Zeitraum nahm er auch CDs in einem Musikstudio auf.
Im Jahr 2006 veröffentlicht er mit „Porto Hustle“ seine erste kommerzielle Single, die in mehr als 20 Ländern direkt in die Radioplaylisten aufgenommen wurde. 2007 folgte „Sex Girl“, eine Koproduktion mit dem US-amerikanischen House-DJ George Morel, die international für sehr großes Aufsehen sorgte. Seinen größten kommerziellen Erfolg erzielte Chris Montana bis dahin mit der Single „Speed of life“, die am 23. Februar 2009 auf dem US-amerikanischen Kultlabel Strictly Rhythm erschien.
Mittlerweile konzentriert er sich immer mehr auf sein eigenes Label „S2G“, auf dem er auch seine neuesten Releases herausbringt. Daneben hat er auch eine eigene Booking-Agentur namens "Haiti Groove" ins Leben gerufen. Im Juni 2010 erschien schließlich seine Produktion "Pura Vida", dessen Vorstellung ebenfalls in Ibiza war.
Heute blickt Montana auf rund 50 Veröffentlichungen zurück, worunter eigene Lieder und auch Remixe sind.